# Дарлен Лав
Дарлен Лав (англ. Darlene Love, справжнє ім'я Дарлен Райт, англ. Darlene Wright; нар. 26 липня 1941, Лос-Анджелес, Каліфорнія, США) — американська поп-співачка та акторка, вокалістка жіночого гурту Blossoms та сольна артистка.
Почала співати в дитинстві в місцевому церковному хорі. 1962 року почала співпрацювати з продюсером Філом Спектором, який запропонував псевдонім Дарлен Лав. Невдовзі стала досить затребуваною вокалісткою та працювала з багатьма легендами рок- та соул-музики 1960-х років, зокрема Семом Куком, Діонною Ворвіком, Біллом Медлі, The Beach Boys, Елвісом Преслі, Томом Джонсом, Sonny & Cher. Як акторка Лав виступала в різних бродвейських постановках. У неї була повторювана роль дружини Роджера Мерто в серії фільмів «Смертельна зброя».
Лав щорічно запрошувалася Девідом Леттерманом заспівати пісню «Christmas (Baby Please Come Home)» у телевізійному шоу «Пізнє шоу з Девідом Леттерманом» на різдвяні свята. Леттерман назвав Лав «Королевою Різдва».
У 2011 році Лав увійшла до списку 100 найкращих співаків журналу Rolling Stone, а в 2011 році включена до Зали слави рок-н-ролу. Лав зображена в оскароносному документальному фільмі «20 футів від зірки» (2013), за який вона здобула премію «Греммі».

## Життєпис

### Дитинство та початок кар'єри
Дарлен Райт народилася у східному Лос-Анджелесі 26 липня 1941 року. Її батько, Джо Райт, був священиком, у сім'ї було п'ятеро дітей. Незабаром Джо запропонували працювати у церкві, і сім'я переїхала до Сан-Антоніо, штат Техас. Саме там юна Дарлен уперше виявила вокальні здібності. Потім, в 1956 році, Райти знову повернулися до Каліфорнії, оселившись у місті Хоторн. Там, у місцевому церковному хорі, Дарлен і почала співати.
У старших класах у 1959 році отримала запрошення до маловідомого жіночого гурту «The Blossoms». 1962 року гурт підписав контракт із продюсером Філом Спектором. Завдяки досить сильному голосу Дарлен скоро виділилася серед однолітків; в той час їй довелося попрацювати з чималою кількістю легенд 1950-х — 1960-х років Семом Куком, Діонн Ворвік, Томом Джонсом, гуртом «Beach Boys», Елвісом Преслі, Сонні і Шер; крім того, Дарлен і The Blossoms побували на підспівці в хіті Шеллі Фабаре Johnny Angel і в сольному альбомі Джона Філіпса John, Wolfking. Далі була партія в ряді хітів Джонні Ріверса — у тому числі його легендарного Poor Side of Town, кавер-версії «Baby I Need Your Loving» та «The Track of My Tears». Гурт пробував записувати і свої сингли — зазвичай особливого визнання публіки вони не отримували. Утім, у складі The Blossoms Дарлен отримала можливість заспівати в бек-вокалі багатьох хітів 1960-х років — у тому числі у Спекторі Da Doo Ron Ron. Спочатку в цій пісні провідну партію виконувала сама Райт, але волею продюсера в подальших версіях пісні її партія була стерта і замінена записом голосу солістки гурту «Crystals» Долорес Лала Брукс. Схожа доля спіткала ще кілька композицій — так, He's a Rebel і He's Sure The Boy I Love вважалися синглами Crystals, хоч і виконувались Дарлен за підтримки The Blossoms. Вперше ім'я Дарлен Лав було згадано в синглі «Today I Met The Boy I'm Gonna Marry». У той же час вона увійшла до тріо разом з Бобом Бі Соксом та Блю Джинс; разом у 1962 році вони записали пісню «Zip-a-Dee-Doo-Dah» — переробку композиції з диснеївського фільму «Пісня Півдня» («Song of the South»). Результат досить швидко потрапив до хіт-парадів і пробув там у перших десятках частину 1963 року. Незабаром після цього The Blossoms отримали запрошення на Shindig! — одне з найголовніших музичних шоу того часу. 1968 року вони стали частиною розрекламованого «Повернення Елвіса Преслі», зробленого на замовлення каналу NBC.

### Перерва у кар'єрі
У 1970-х роках Лав деякий час продовжувала працювати на бек-вокалі, поки не пішла у відпустку — співачка визнала, що слід приділяти більше часу сім'ї. 1973 року вона разом з Мішель Філліпс виконала партію вболівальниці для синглу гурту «Cheech & Chong» «Basketball Jones» — ця композиція отримала 15-те місце в хіт-параді «Сто найгарячіших синглів» журналу «Billboard».

### Повернення
На початку 1980-х співачка повернулася до музики; до цього моменту, здавалося, її встигли забути навіть найзавзятіші шанувальники. На додаток до своїх старих хітів Райт вирішила повернутися до своїх дитячих захоплень і почала співати госпел. У середині 1980-х вона зіграла саму себе в номінованому на премію «Тоні» мюзиклі «Вожак зграї» («Leader of the Pack»), що розповідав про ікони рок-н-ролу. Головним номером шоу була пісня «River deep — Mountain High», записана Філом Спектором і виконана Айком і Тіною Тернер. Успіх мюзиклу перевершив усі очікування творців; він демонструвався в клубі «Грінвіч Віллідж», як і наступне шоу про життя Райт, «Портрет співака» («Portrait of a Singer») — втім, успіху першої роботи не повторило. У «Портреті» виконували кавери «The Change Is Going to Come», «Don't Make Me Over» та «River Deep, Mountain High», поряд з цілим набором оригінальних композицій, виконаних і написаних монстрами класичного року, на зразок Баррі Манна та Синтії Вейл.
У 1984 році Райт виконала кавер-версію «Alley Op» групи «The Hollywood Argyles» у комедійному фільмі «Похмілля в Лас-Вегасі» («The Bachelor Party»). 1987 року Лав потрапила на підспівку до кавер гурту U2 «Christmas (Baby Please Come Home)», а 1990 року Шер запросила Дарлін та її сестру Едну Райт на бек-вокал у її концертному турі «Heart of Stone». 1992 року вийшов міні-сингл Лав — «All Alone on Christmas»; написаний і зіграний він був Стівеном Ван Зандтом і увійшов до саундтреку для фільму «Сам удома 2: Загублений у Нью-Йорку» («Home Alone 2: Lost In New York»). Цього ж року Дарлін співала для фільму «Подарунок на Різдво» («Jingle All the Way»).

### Акторська творчість
Крім співу, Райт також проявилася як акторка. Розквіт її кінокар'єри припав на кінець 1980-х — початок 1990-х років; тоді вона грала дружину Денні Гловера у квадрології «Смертельна зброя» («Lethal Weapon»); в цей же час їй довелося зіграти в бродвейській версії культового мюзиклу Бріолін (Grease) і недовговічної музичної адаптації повісті Стівена Кінга Керрі (Carrie). До квітня 2008 року Райт грала Мотормаус Мейбелл у бродвейській постановці «Гель для волосся» («Hairspray»).

### Телебачення
Лав виконувала пісню «Christmas (Baby Please Come Home)» щороку, починаючи з 1986 року, в останньому перед Різдвом випуску шоу «Late Night with David Letterman» (канал NBC 1986—1992) та «Late Show with David Letterman» (канал CBS, з 1993 року дотепер). Пісня завжди виконується спільно з Полом Шаффером та гуртом цього шоу «CBS Orchestra». За словами Леттермана, це його улюблена частина шоу. 2007 року через страйк спілки письменників Америки Райт не змогла виступити в програмі, і тому показали повтор.
Вона також була спеціальною гостею шоу Saturday Night Live 17 грудня 2005 року, де виступила з піснею White Christmas з гуртом SNL, і виконала саундтрек до мультфільму Роберта Смігела Christmastime for the Jews. Райт також виконала «River Deep-Mountain High» на «Late Show with David Letterman» 7 травня 2007 року, а також виступала з Брюсом Спрінгстіном та E-Street Band на 25-му щорічному концерті Залу слави Рок-н-ролу в листопаді 2009 року.

### Зал слави Рок-н-ролу
23 вересня 2009 року Дарлен Лав увійшла до числа 12 фіналістів для входження до Зали слави рок-н-ролу, проте їй все ж таки не вдалося туди потрапити. 28 вересня 2010 року вона також стала одним із 15 фіналістів, причому цього разу була обрана для входження. Офіційна церемонія включення до Зали слави відбулася 14 березня 2011 року.

## Дискографія

### Альбоми
- 1985 — Leader of the Pack Original Broadway Cast
- 1985 — Darlene Love Live!
- 1988 — Paint Another Picture
- 1992 — The Best of Darlene Love
- 1992 — Bringing It Home (з Lani Groves)
- 2007 — It's Christmas of Course

### Збірники
- 1963 — Today's Hits
- 1963 — A Christmas Gift for You from Philles Records
- 1977 — Phil Spector's Greatest Hits
- 1978 — Lakeshore Music presents Rock and Roll Forever
- 1990 — Dick Tracy: Music from and inspired by the film
- 1991 — Back to Mono (1958—1969)
- 1992 — A Very Special Christmas 2
- 1998 — Grease Is the Word

### Сингли
Неповний список записів.
| 1961 | «SON-IN-LAW» (The Blossoms) Challenge 9109                                                   | 79 |
| 1961 | «HARD TO GET» (The Blossoms) Challenge 9122                                                  | -  |
| 1962 | «THE SEARCH IS OVER» (The Blossoms) Challenge 9138                                           | -  |
| 1962 | «HE'S A REBEL» (выпущен The Crystals) Philles 106                                            | 1  |
| 1962 | «ZIP-A-DEE DOO-DAH» (выпущен Bob B. Soxx & the Blue Jeans) Philles 107                       | 8  |
| 1962 | «HE'S SURE THE BOY I LOVE» (выпущен The Crystals) Philles 109                                | 11 |
| 1963 | «WHY DO LOVERS BREAK EACH OTHERS HEARTS?» (выпущен Bob B. Soxx & the Blue Jeans) Philles 110 | 38 |
| 1963 | «TODAY I MET THE BOY I'M GONNA MARRY» Philles 111                                            | 39 |
| 1963 | «NOT TOO YOUNG TO GET MARRIED» (выпущен Bob B. Soxx & the Blue Jeans) Philles 113            | 63 |
| 1963 | «WAIT 'TIL MY BOBBY GETS HOME» Philles 114                                                   | 26 |
| 1963 | «I'M IN LOVE» (The Blossoms) Okeh 7162                                                       | -  |
| 1963 | «A FINE, FINE BOY» Philles 117                                                               | 53 |
| 1963 | «CHRISTMAS (BABY PLEASE COME HOME)» Philles 119                                              | -  |
| 1964 | «STUMBLE AND FALL» Philles 123                                                               | -  |
| 1964 | «CHRISTMAS (BABY PLEASE COME HOME)» Philles 125                                              | -  |
| 1965 | «GOOD GOOD LOVIN' / THAT'S WHEN THE TEARS START» (The Blossoms) Reprise 0436                 | -  |
| 1966 | «LOVER BOY» (The Blossoms) Reprise 0475                                                      | -  |
| 1966 | «LET YOUR LOVE SHINE ON ME» (The Blossoms) Reprise 0522                                      | -  |
| 1966 | «TOO LATE TO SAY YOU'RE SORRY» Reprise 0534                                                  | -  |
| 1967 | «DEEP INTO MY HEART / GOOD GOOD LOVIN'» (The Blossoms) Reprise 0639                          | -  |
| 1967 | «Stoney End» (The Blossoms) Ode 101                                                          | -  |
| 1968 | «Tweedlee Dee» (The Blossoms) MGM 13964                                                      | -  |
| 1968 | «CRY LIKE A BABY» (The Blossoms) Ode 106                                                     | -  |
| 1969 | «STONEY END» — reissued (The Blossoms) Ode 125                                               | -  |
| 1969 | «YOU'VE LOST THAT LOVIN' FEELIN'» (The Blossoms) Bell 780                                    | -  |
| 1969 | «(YOU'RE MY) SOUL AND INSPIRATION» (The Blossoms) Bell 797                                   | -  |
| 1970 | «I AIN'T GOT TO LOVE NOBODY ELSE» (The Blossoms) Bell 857                                    | -  |
| 1970 | «ONE STEP AWAY» (The Blossoms) Bell 937                                                      | -  |
| 1972 | «TOUCHDOWN» (The Blossoms) Lion 108                                                          | -  |
| 1972 | «GRANDMA'S HANDS» (The Blossoms) Lion 125                                                    | -  |
| 1974 | «CHRISTMAS (BABY PLEASE COME HOME)» Warner/Spector 0401                                      | -  |
| 1975 | «LORD, IF YOU'RE A WOMAN» Warner/Spector 0410                                                | -  |
| 1977 | «THERE'S NO GREATER LOVE» (The Blossoms) Epic 50435                                          | -  |
| 1988 | «HE'S SURE THE MAN I LOVE» Columbia 07984                                                    | -  |
| 1992 | «ALL ALONE ON CHRISTMAS» (из фильма Один дома 2) Fox 10003                                   | 83 |
| 2008 | «CHRISTMASTIME FOR THE JEWS» (из SNL)                                                        | -  |

## Фільмографія
| Рік      | Фільм              | Роль               | Примітки             |
| -------- | ------------------ | ------------------ | -------------------- |
| 1969     | Зміна звички       | Бек-вокалістка     | незарахована         |
| 1969 рік | Бог кохання?       | Співачка з квітами | незарахована         |
| 1987 рік | Смертельна зброя   | Тріш Мурто         |                      |
| 1989 рік | Смертельна зброя 2 | Тріш Мурто         |                      |
| 1992 рік | Смертельна зброя 3 | Тріш Мурто         |                      |
| 1998 рік | Смертельна зброя 4 | Тріш Мурто         |                      |
| 2013 рік | 20 футів від слави | камео              | документальний фільм |
| 2016 рік | Новенька           | камео              |                      |
| 2019 рік | Святкова ажіотаж   | Тітка Джо Робінсон |                      |
| 2020 рік | Різдвяні хроніки 2 | Грейс              |                      |